# Патани
Патани е една от 76-те провинции на Тайланд. Столицата ѝ е едноименния град Патани. Населението на провинцията е 686 186 души (31 декември 2014) – 39-а по население), а площта 1940,4 кв. км (67-а по площ). Намира се в часова зона UTC+7. Разделена е на 12 района, които са разделени на 115 общини и 629 села.